# Liste der Bodendenkmäler in Palling
Auf dieser Seite sind die Bodendenkmäler in der oberbayerischen Gemeinde Palling zusammengestellt. Diese Tabelle ist eine Teilliste der Liste der Bodendenkmäler in Bayern. Grundlage ist die Bayerische Denkmalliste, die auf Basis des Bayerischen Denkmalschutzgesetzes vom 1. Oktober 1973 erstmals erstellt wurde und seither durch das Bayerische Landesamt für Denkmalpflege geführt wird. Die folgenden Angaben ersetzen nicht die rechtsverbindliche Auskunft der Denkmalschutzbehörde.

## Bodendenkmäler der Gemeinde

### Bodendenkmäler in der Gemarkung Freutsmoos
| Lage                                 | Objekt | Akten-Nr.     | Bild           |
| ------------------------------------ | --- | ------------- | -------------- |
| Freutsmoos Hauptstraße 16 (Standort) | Untertägige mittelalterliche und frühneuzeitliche Befunde im Bereich der Katholischen Pfarrkirche St. Laurentius in Freutsmoos und ihrer Vorgängerbauten.                      | D-1-7941-0163 | weitere Bilder |
| Freutsmoos (Standort)                | Untertägige spätmittelalterliche und frühneuzeitliche Befunde im Bereich der Katholischen Filialkirche St. Michael in Tyrlbrunn und ihres Vorgängerbaus. Siehe auch: Tyrlbrunn | D-1-7941-0254 | weitere Bilder |

### Bodendenkmäler in der Gemarkung Kirchberg
| Lage                 | Objekt | Akten-Nr.     | Bild           |
| -------------------- | --- | ------------- | -------------- |
| Kirchberg (Standort) | Untertägige spätmittelalterliche und frühneuzeitliche Befunde im Bereich der Katholischen Filialkirche St. Johannes der Täufer in Kirchberg und ihres Vorgängerbaus. | D-1-8041-0222 | weitere Bilder |

### Bodendenkmäler in der Gemarkung Palling
| Lage                                     | Objekt | Akten-Nr.     | Bild           |
| ---------------------------------------- | --- | ------------- | -------------- |
| Palling (Standort)                       | Körpergräber des frühen Mittelalters. Siehe auch: Körpergrab, Mittelalter | D-1-7941-0158 |                |
| Palling (Standort)                       | Körpergräber des frühen Mittelalters. | D-1-7941-0159 |                |
| Palling (Standort)                       | Reihengräberfeld des frühen Mittelalters. Siehe auch: Reihengrab | D-1-7941-0160 |                |
| Palling (Standort)                       | Abschnittsbefestigung des frühen oder älteren Mittelalters. Siehe auch: Abschnittsbefestigung Palling | D-1-7941-0161 |                |
| Palling Tittmoninger Straße 3 (Standort) | Untertägige mittelalterliche und frühneuzeitliche Befunde im Bereich der Katholischen Pfarrkirche Mariä Geburt in Palling und ihrer Vorgängerbauten. Siehe auch: Mariä Geburt (Palling)                                               | D-1-7941-0245 | weitere Bilder |
| Palling (Standort)                       | Körpergräber vor- und frühgeschichtlicher Zeitstellung. | D-1-7942-0010 |                |
| Palling (Standort)                       | Siedlung vor- und frühgeschichtlicher Zeitstellung. | D-1-7942-0095 |                |
| Palling (Standort)                       | Körpergräber des frühen Mittelalters. | D-1-8041-0061 |                |
| Palling (Standort)                       | Reihengräberfeld des frühen Mittelalters. | D-1-8041-0062 |                |
| Palling (Standort)                       | Siedlung der römischen Kaiserzeit. Siehe auch: Römische Kaiserzeit | D-1-8041-0102 |                |
| Palling (Standort)                       | Untertägige mittelalterliche und frühneuzeitliche Befunde im Bereich der Katholischen Filialkirche St. Johannes Baptist in Brünning und ihrer Vorgängerbauten. Siehe auch: Brünning (Palling)                                         | D-1-8041-0218 | weitere Bilder |
| Palling (Standort)                       | Untertägige mittelalterliche und frühneuzeitliche Befunde im Bereich des ehemaligen Adelssitzes und späteren Pfarrhofes Harpfetsham mit der Pfarrhofkapelle St. Jakobus und ihrer Vorgängerbauten. Siehe auch: Herrensitz Harpftesham | D-1-8041-0219 | weitere Bilder |
| Palling (Standort)                       | Grabhügel vorgeschichtlicher Zeitstellung. | D-1-8041-0265 |                |